# Peter von Moos
Peter von Moos (* 13. September 1936 in Paris) ist ein französischer Mittellateinischer Philologe. 
Peter von Moos war von 1969 bis 1994 Leiter des Seminars für Mittellateinische Philologie an der Universität Münster. Die meisten seiner Veröffentlichungen zur „intellectual history“ des Mittelalters konzentrieren sich auf Kommunikationsphänomene (Rhetorik, Topik, Konsensbildung, Begriffsgeschichte, Öffentlichkeit, persönliche Identität und Identifikation) sowie literarische Gattungen und Motive (Brief, Dialog, Exemplum, Anstandslehren). Er ist seit 1994 korrespondierendes Mitglied der Heidelberger Akademie der Wissenschaften. Er lebt heute in Béon in Frankreich.

## Schriften (Auswahl)
- Hildebert von Lavardin (1056–1133). Humanitas an der Schwelle des höfischen Zeitalter (= Pariser historische Studien. Bd. 3, ISSN 0479-5997). Hiersemann, Stuttgart 1965 (Zugleich: Basel, Universität, Dissertation, 1964; Digitalisat).
- Consolatio. Studien zur mittellateinischen Trostliteratur über den Tod und zum Problem der christlichen Trauer (= Münstersche Mittelalter-Schriften. Bd. 3, 1–4, ISSN 0178-0425). 4 Bände. Fink, München 1971–1972; 
  - Band 1: Darstellungsband (= Münstersche Mittelalter-Schriften. Bd. 3, 1). 1971, (Digitalisat);
  - Band 2: Anmerkungsband (= Münstersche Mittelalter-Schriften. Bd. 3, 2). 1971, (Digitalisat);
  - Band 3: Testimonienband (= Münstersche Mittelalter-Schriften. Bd. 3, 3). 1972, (Digitalisat);
  - Band 4: Indexband (= Münstersche Mittelalter-Schriften. Bd. 3, 4). 1972, (Digitalisat).
- Mittelalterforschung und Ideologiekritik. Der Gelehrtenstreit um Héloise (= Kritische Information. 15, ISSN 0178-1634). Fink, München 1974.
- Geschichte als Topik. Das rhetorische Exemplum von der Antike zur Neuzeit und die historiae im „Policraticus“ Johanns von Salisbury (= Ordo. Bd. 2). Olms, Hildesheim 1988, ISBN 3-487-09087-2 (2. Auflage ebenda 1996).
- „Öffentlich“ und „privat“ im Mittelalter. Zu einem Problem historischer Begriffsbildung (= Schriften der Philosophisch-Historischen Klasse der Heidelberger Akademie der Wissenschaften. Bd. 33). Winter, Heidelberg 2004, ISBN 3-8253-1668-8.